# راگلزهای رد گپ
راگلزهای رد گپ (به انگلیسی: Ruggles of Red Gap) فیلمی ۹۰ دقیقه‌ای به کارگردانی لئو مک‌کری با بازی چارلز لوتن است.